# Tano Cariddi
Gaetano Cariddi (beter gekend als Tano Cariddi, anders Tanuzzo Cariddi) is een hoofdpersoon uit de Italiaanse maffiaserie La piovra. Zijn rol als intelligente, vindingrijke en uiterst sluwe bankier werd hoofdzakelijk vertolkt door Remo Girone.

## Geschiedenis
In de gehele serie komen twee verhalen over de jeugd van Tano naar voren:
- In de prequel wordt beschreven dat Tano de zoon van maffiabaas Pietro Favignana is, die tevens indirect de moordenaar van zijn eigen moeder is. Hij is, na de dood van zijn moeder, door Favignana bij een oude schaapsherder ondergebracht waar hij als analfabeet zijn jeugd moet slijten. Wanneer hij bevriend raakt met de zoon van baron Altamura, Paul, denkt de baron steeds positiever over hem. Tano lijkt de rol van zijn eigen zoon over te nemen. Hij leert bijvoorbeeld lezen in de bibliotheek van baron Francesco Altamura. Wanneer het slechter afgaat met de baron, weet de jonge Tano het voor elkaar te krijgen dat de baron zijn studie in het buitenland betaalt.
- In de vierde serie vertelt Tano zijn zakenbruid Ester Rasi over zijn jeugdjaren. Zijn ouders waren zeer arm. Via een priester kon hij naar het buitenland om daar te studeren. Hij heeft daarna verder nooit meer iets van zijn ouders vernomen. Naar eigen zeggen bestudeerde hij in het buitenland “dag en nacht de beurs alsof het de bijbel was”.

Tano Cariddi kwam voor het eerst voor in de serie als de financiële rechterhand van de bankier Nicola Antinari. Antinari heeft hem na de studie onder zijn hoede genomen en hem alle facetten van het vak bijgebracht. In zijn zoektocht naar volledige heerschappij over de Banca Antinari vermoordt hij eerst eigenhandig de raadsheer van de familie Antinari, Dino Alessi, die ook op jacht was naar een aandeel in de bank. Voor zijn jarenlange trouw aan Nicola Antinari en het financieel redden van de bank vraagt Tano op een gegeven moment 11% van de aandelen aan Antinari. Deze krijgt hij. Wanneer het transport van een kernwapen mislukt - dit om in één keer de bank uit de rode cijfers te halen - pleegt Nicola Antinari zelfmoord. Zijn aandelen gaan na de dood van zijn dochter en van zijn zoon over naar zijn kleinkind Greta Antinari, dit nog steeds tot grote onvrede van inspecteur Corrado Cattani.
Tano probeert hierop de voogdij over Greta te krijgen zodat hij het volledige aandelenpakket in handen zal krijgen. De voogdij krijgt hij niet, maar de zeggenschap over de aandelen wél.
Tano raakt als financieel intellect steeds verder betrokken in grootscheepse financiële zwendelpraktijken, wapentransporten en stortingen van nucleair afval. Via de geheimzinnige kunstverzamelaar en multimiljonair Antonio Espinosa voert hij de duistere praktijken van de Cupola (koepel) uit. Wanneer de Cupola haar macht over Europa wil uitbreiden, via het verwerven van de verzekeringsmaatschappij Assicurazione Internationali, voert Tano dit uit. De Banca Antinari heeft echter maar 2% van de aandelen in bezit. Wanneer het via de huidige eigenaar Rasi niet lukt, voert Tano een beurszet uit, waardoor hij, bij middel van het geld van de Cupola, 31% bezit in de verzekeringsmaatschappij vergaart. Hierna raakt hij betrokken bij het stallen van nucleair afval op een onbewoond eiland dat in het bezit is van Il Pupparo (de Poppenspeler). Omdat zijn vriendin Ester Rasi hem voor de zelfmoord van haar vader verantwoordelijk houdt, verraadt ze Tano waardoor het kernafvaltransport in een doorgangshaven wordt onderschept. Hierop vermoordt hij haar. Cattani is net te laat om Ester te redden.
In de vijfde serie blijkt Tano in een gesticht te zijn geplaatst, dit omdat hij ontoerekeningsvatbaar is verklaard tijdens zijn proces. In het gesticht houdt hij zich bezig met de edele kunst van de origami en vouwt constant een zwaan. Dan lijkt iemand hem weer eens nodig te hebben, iemand die weet dat hij niet gek is, baron Giovanni Linori. Met zijn hulp kan hij zo uit het gesticht wandelen. Hij krijgt een huis toebedeeld op het landgoed van Linori. Hij heeft Tano nodig om zich te wreken op Annibale Corvo, verantwoordelijke van de moord op Mimmo Linori, de zoon van de baron. De Cupola weet hem wederom te strikken. Geld dat vrijkomt via een wet, geschreven door een corrupt politicus, wordt nu gebruikt om drugs en wapens met Afrika te verhandelen. Tano dwingt Espinosa mee te doen en ook geld te gebruiken dat in handen was van de familie Linori. Hij heeft namelijk compromitterend materiaal over het verleden van Espinosa. Dit is verborgen op een computer die ondergebracht is in een oude vervallen villa waar hij zijn schizofrene zuster Maria laat wonen. Het wapentransport wordt echter tegengehouden waarop Tano met Espinosa besluiten hun hachje te redden door een bom te plaatsen en er snel vandoor te gaan. Wanneer het Andrea Linori, de enige overlevende zoon van baron Linori, allemaal duidelijk wordt dat Tano zijn geld gebruikt om zichzelf én de Cupola te verrijken, besluit Andrea om Tano te vermoorden. Hij wordt echter tegengehouden door Maria die in woede uitbarst, omdat ze denkt dat Andrea Tano “plaagt”. Tano krijgt door de aanval van Maria de kans om Andrea dood te schieten. De broer en zus reizen af naar het treinstation waar Maria in alle onwetendheid de bomkoffer plaatst. Tano geeft zijn zus een brief mee voor de rechter Silvia Conti, waarin hij aan haar vraagt voor Maria te zorgen. Hierop vlucht Tano.
Een jaar later wordt hij door Davide Licata teruggevonden in Senegal, waar Tano ondergedoken zit in een hotel met de hulp van de Italiaanse ambassadeur aldaar. Tano, aan de drank en doorleefd, wordt meegenomen door Licata naar Italië. Hier krijgt hij het aanbod om in ruil voor strafvermindering mee te werken aan de zoektocht naar de grootste vis van allen, de baas van La Piovra. Hierop vertelt hij dat hij net zo goed zijn doodvonnis kan tekenen. Hij probeert zich nog het leven te benemen door chemicaliën in te nemen, maar dit mislukt. Wanneer hij hoort dat Conti en generaal van de geheime dienst Alessio Amadei, Maria hebben meegenomen, barst hij in woede uit, maar is ook blij Maria weer te zien.

## Karaktertrekken
Tano is een uiterst intelligent persoon. Zijn verleden heeft hem gevormd tot het emotieloze intellect wie hij gedurende de serie is. Eenmaal luisterde hij naar zijn hart, door verliefd te worden op Ester Rasi, wat geheel fout afliep. Tano weet constant aan de inspecteur Corrado Cattani en de rechter Silvia Conti te ontsnappen. Uiteindelijk is hij op zoek naar rust, weg uit de maffiawereld. De enige wie hij écht vertrouwt is zijn schizofrene zus Maria.